# Lerista taeniata
Lerista taeniata este o specie de șopârle din genul Lerista, familia Scincidae, descrisă de Storr 1986. A fost clasificată de IUCN ca specie cu risc scăzut. Conform Catalogue of Life specia Lerista taeniata nu are subspecii cunoscute.